# Sylaba

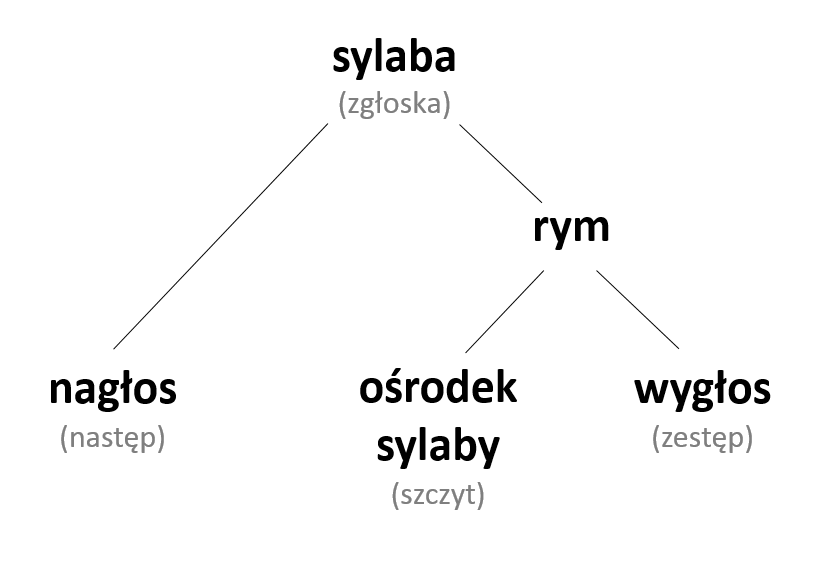
Struktura sylaby

Sylaba (stgr. συλλαβή syllabḗ), zgłoska – element struktury fonologicznej aktu komunikacyjnego, który pomimo pozornej oczywistości wciąż nie ma ustalonej jednoznacznej definicji. Prób zdefiniowania podejmowało się wielu badaczy.
Zdaniem Leokadii Dukiewicz sylabę można rozumieć jako uwarunkowane fizjologicznie zjawisko segmentacji wiązek głosek, zachodzące podczas artykulacji, wynikające ze zmian stopnia rozwarcia kanału głosowego i natężenia drgań więzadeł głosowych, odbieranych jako zmiany intensywności i donośności głosu.
Sawicka rozumie sylabę jako najmniejszą samodzielną jednostkę fonetyczną, której funkcją jest segmentacja wypowiedzi, mająca na celu ułatwienie artykulacji i percepcji (u nadawcy) oraz recepcji (u odbiorcy) wypowiedzi. Podział na sylaby miałby mieć w tym wypadku charakter skonwencjonalizowany (umowny) i opierać się na tym samym uzusie społecznym, jakim jest język naturalny.
Podstawową różnicą definicji jest przyczyna powstania sylabizacji – czy jest to fizjologiczne uwarunkowanie, wynikające z konstrukcji aparatu artykulacyjnego (jak uważa L. Dukiewicz), czy wynikający z językowej konwencji pragmatyczny mechanizm podnoszący ekonomię języka (jak twierdzi I. Sawicka)
Cechą wspólną dla tych definicji jest uznanie sylabizacji za zjawisko segmentacji, tj. podziału potoku mowy na pewne wyróżnialne artykulacyjnie (ale nie funkcjonalnie) segmenty. Mechanicznie można zatem uznać sylabę, za fragment aktu mowy ograniczony dwoma obserwowalnymi spadkami natężenia głosu z zaznaczeniem miejsca jego szczytowej intensywności. Sylaba musi zawierać co najmniej jeden ośrodek (nucleus), którym jest zazwyczaj samogłoska (w niektórych językach może to być też spółgłoska sylabiczna – sonant). Jeśli ośrodek poprzedzony jest spółgłoskami, nazywamy je nagłosem, jeśli z kolei następują po nim jakieś spółgłoski, tworzą one wygłos.
Pisma posiadające odrębne znaki dla każdej sylaby to sylabariusze (zobacz kana).

## Klasyfikacja sylab
Dwie najczęściej spotykane klasyfikacje sylab to podział na sylaby otwarte i zamknięte oraz podział na sylaby lekkie i ciężkie.

### Sylaby otwarte i zamknięte
Sylaba otwarta to sylaba zakończona samogłoską (czyli pozbawiona wygłosu), np. każda sylaba w wyrazie ma·te·ma·ty·ka.
Sylaba zamknięta to sylaba zakończona spółgłoską (czyli taka, która ma wygłos), np. każda sylaba w wyrazie trój·kąt.

### Sylaby lekkie (słabe) i ciężkie (mocne)
Sylaba lekka (słaba) to taka, która ma prosty ośrodek (a więc nie jest to dyftong ani samogłoska długa) i albo nie ma wygłosu, albo ma tylko jedną spółgłoskę w wygłosie.
Przykład: ma w wyrazie ma·te·ma·ty·ka, rat w wyrazie a·pa·rat
Sylaby ciężkie (mocne) to wszystkie inne sylaby.
Przykład: port w wyrazie trans·port
W języku polskim dyftong zazwyczaj reprezentowany jest przez sekwencję liter au lub eu, a jego pojawienie wiąże się z tym, że u nie jest w nich sylabiczne, np. w au·tor głoskę u wymawiamy jak ł (IPA:w).

### Przykłady
- auto → au-to
- nauka → na-u-ka
- wanna → wan-na
- zassać → zas-sać
- radosny → ra-dos-ny
- zwierzę → zwie-rzę
- sarna → sar-na
- chłopców → chłop-ców

## Sylaby w różnych językach
Różne języki różnią się dopuszczalną strukturą sylab. Na przykład w języku japońskim występują tylko sylaby otwarte oraz sylaby zakończone na n (w pewnych kontekstach bardziej przypominające m), które jednak może być traktowane jako samogłoska nosowa i jest wypowiadane z pełną długością sylaby krótkiej, czyli np. słowo in (員 – いん) trwa tak samo długo jak słowo kana (仮名 – かな).
W języku arabskim dopuszczalne są jedynie zbitki złożone z dwóch spółgłosek, a w nagłosie jedynie pojedyncze samogłoski.
Natomiast w językach słowiańskich, gruzińskim, językach berberyjskich i salisz dopuszczalne są złożone zbitki spółgłoskowe, jak w polskim wyrazie wstrzemięźliwość czy gruzińskim mc’vrtneli (trener).
W niektórych językach istnieją sylaby pozbawione samogłosek, których ośrodkiem jest spółgłoska sylabiczna, które mogą występować osobno, a zatem słowo składa się tylko ze spółgłosek:
- w czeskim prst (palec), vlk (wilk)
- w słoweńskim grb (godło)
- w angielskim button (guzik), jeśli wymówione bez szwa przed n.